# Café A Brasileira (Braga)

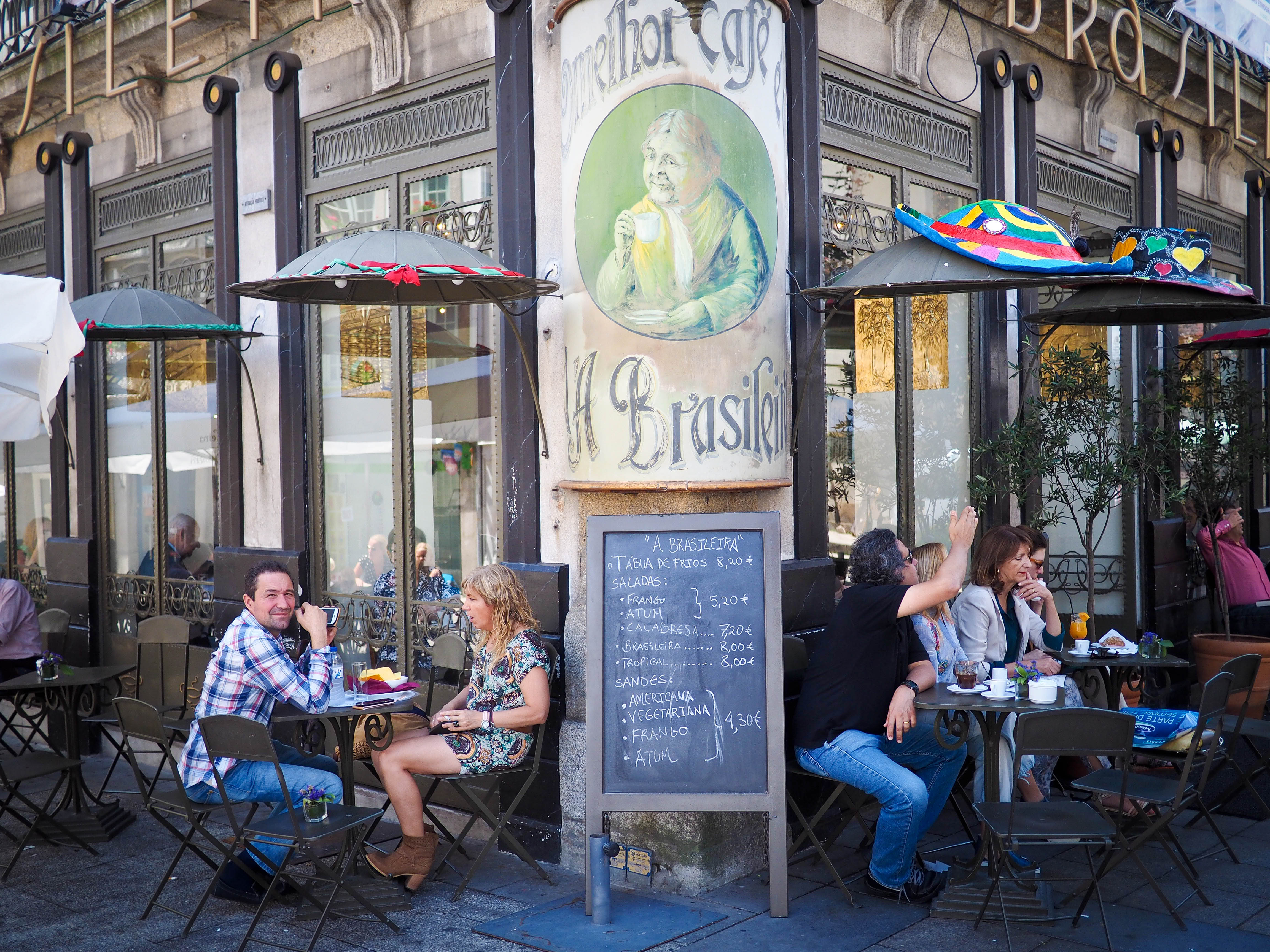
Das Café A Brasileira (Juli 2014)

Das Café A Brasileira ist ein Café in der nord-portugiesischen Stadt Braga. Es liegt am Platz Largo Barão de São Martinho, Hausnummer Nr. 17, in der historischen Altstadt. Das Café A Brasileira in Braga gilt heute, genau wie die übrigen portugiesischen Cafés gleichen Namens, als Touristenattraktion, insbesondere durch seinen Charme als Kaffeehaus der ausgehenden Belle Époque.

## Geschichte

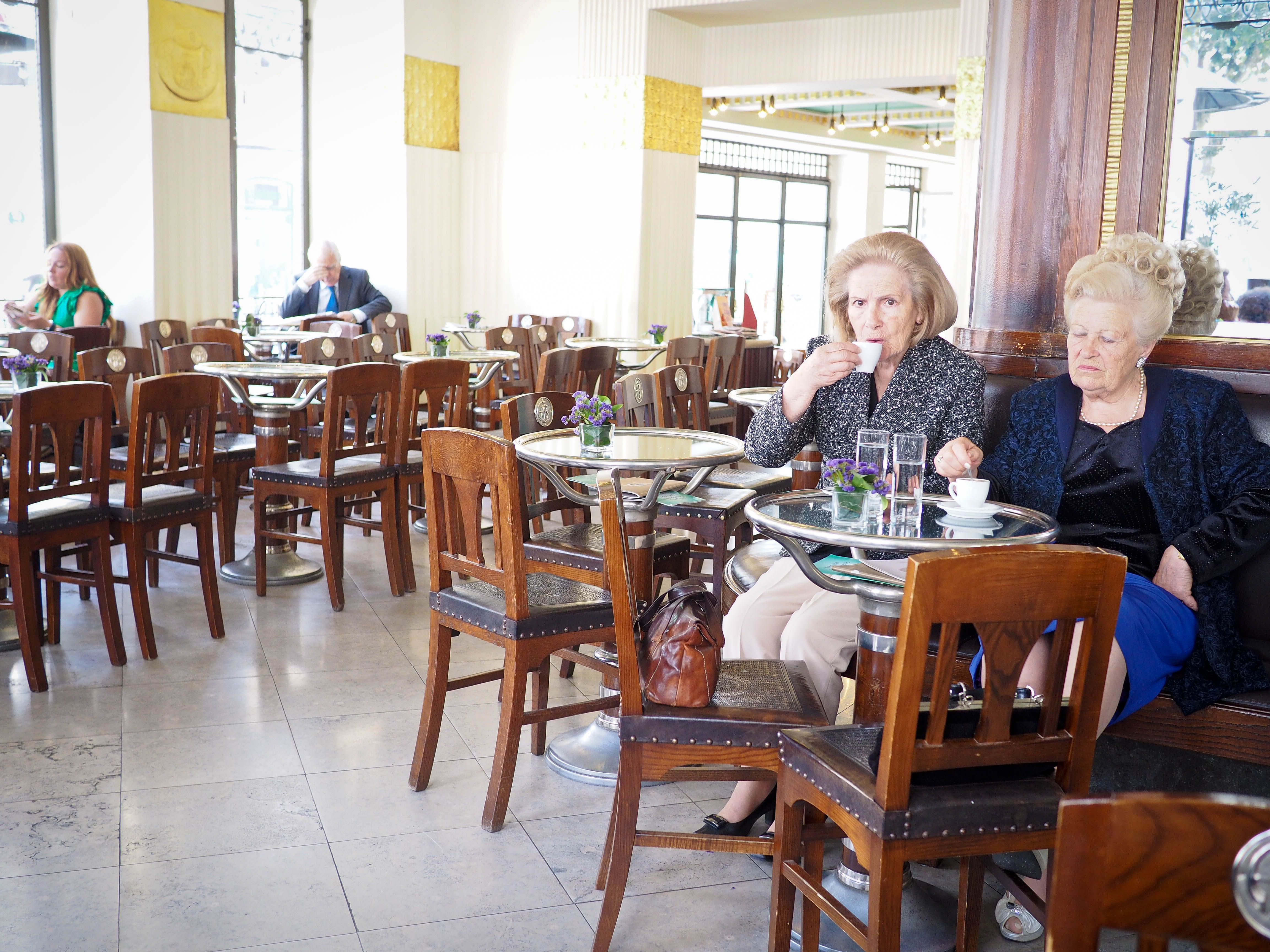
Im Café A Brasileira in Braga

Der aus dem nordportugiesischen Alvarenga stammende und in Porto arbeitende Apotheker Adriano Soares Teles do Vale, Großvater des Filmschaffenden Luís Galvão Teles, war bereits als junger Mann nach Brasilien ausgewandert, wo er Ende des 19. Jahrhunderts als Händler und Kaffeeproduzent zu Reichtum gekommen war. Als seine Frau erkrankte, kehrte er 1903 mit ihr nach Porto zurück, wo sie etwas später starb. Hier wandte er sich der Schaffung von Verkaufspunkten für seinen brasilianischen Kaffee zu, die er Casa Brasileira (Brasilianisches Haus) oder A Brasileira (Die Brasilianerin) nannte.
Seine erste Verkaufsstelle eröffnete Teles 1903 mit dem heutigen Café A Brasileira in Porto. Es folgten Lissabon, Coimbra, Aveiro und Sevilla in Spanien. Das Lokal in Braga öffnete seine Türen am 17. März 1907. Nach dem 1871 eröffneten Café Vianna ist es heute das zweitälteste Café der Stadt.